# Zabajkalski Park Narodowy

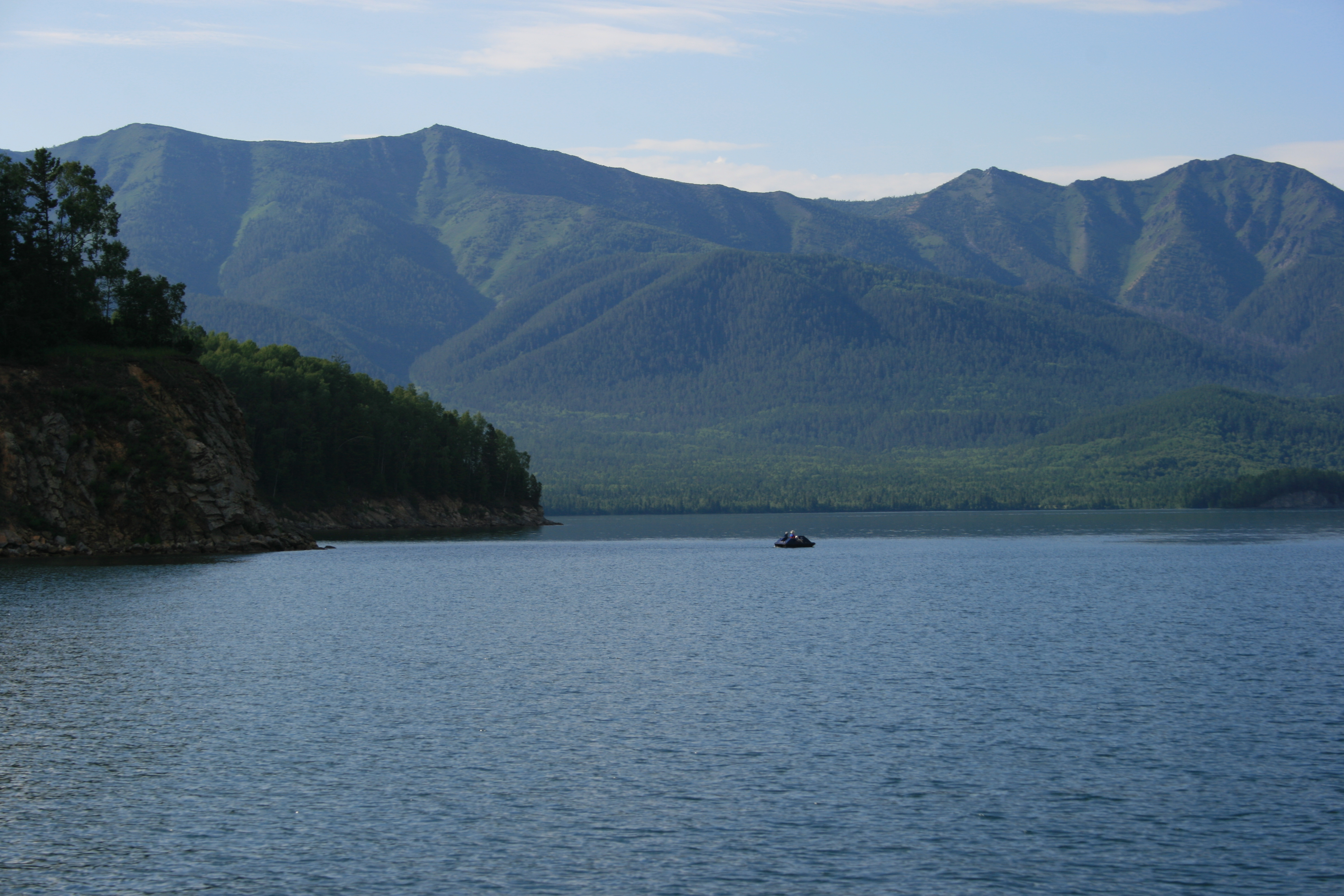
Zatoka Cziwyrkujska – Zatoka Zmieinaja

Zabajkalski Park Narodowy (ros. Забайкальский национальный парк) – park narodowy w Rosji w Republice Buriacji.
Ustanowiony w celu ochrony unikatowych naturalnych ekosystemów zlewni jeziora Bajkał, jako wielofunkcyjny obszar chroniący część zachodnich stoków Gór Barguzińskich na wschodnim brzegu jeziora Bajkał.

## Charakterystyka
W 1996 roku wraz z jeziorem Bajkał i jego okolicami (Nadbajkalski Park Narodowy, Barguziński Rezerwat Biosfery, Rezerwat Bajkalsko-Leński, Bajkalski Rezerwat Biosfery) został wpisany na Listę Światowego Dziedzictwa UNESCO pod nazwą „Jezioro Bajkał”. W parku wyznaczono różne strefy ochrony:
- strefę ścisłej ochrony (107000 ha),
- obszar ochrony wodnej (3700 ha),
- monitorowane strefy rekreacji wzdłuż wybrzeża (93400 ha),
- strefę intensywnej rekreacji nad jeziorem Bajkał i jeziorami Arangatuj (42000 ha),
- chroniony rezerwat ptaków (14200 ha),
- strefę turystyczna (8800 ha).

Otulina parku obejmuje przybrzeżny pas 79300 ha. Jednak, w przeciwieństwie do wielu parków narodowych w bardziej zaludnionych częściach Rosji, Zabajkalski Park Narodowy jest regionem odosobnionym. Do parku prowadzi tylko jedna droga, umożliwiając urzędnikom parku kontrolę przepływu turystów. Istnieją tylko trzy osady w granicach parku, o łącznej populacji 180 osób.
Park ten nazywany jest „perłą w koronie Bajkału”. 15% jego powierzchni zajmują obszary wodne, ponad 6% – bagna, 60% – lasy.
Większość parku stanowi górzysty krajobraz, składający się od średniego szczebla wzgórz do wysokich górskich grzbietów. Na niższych wysokościach, teren parku charakteryzuje się różnorodnością, występuje tu m.in. step, tereny podmokłe, skaliste linie brzegowe, piaszczyste plaże w zatokach i na brzegu Zatoki Cziwyrkujskiej i wysp Uszkanji.

## Klimat
Terytorium Zabajkalskiego Parku Narodowego zawiera się w środkowobajkalskim, wschodnim rejonie klimatycznym i charakteryzuje się klimatem kontynentalnym z długimi zimnymi zimami i ciepłymi, czasami suchymi miesiącami letnimi. Klimat ten związany jest z łagodzącym wpływem, jaki ma jezioro Bajkał na wybrzeże.
Średnia temperatura w styczniu wynosi –18–19 °C, w lipcu zaś +12° +14 °C. W górach, średnia temperatura w styczniu jest obniżona do –23–25 °C, a w niektórych miejscach, w obniżeniach międzygórskich sięga do –27 °C. W nich zaś średnie temperatury lipca sięgają + 18,5 °C. Zanotowane absolutne maksimum +36 °C, absolutne minimum –50 °C. Woda w jeziorze, nawet podczas najgorętszych dni rzadko nagrzewa się powyżej 14 °C. Średnia rocznych opadów wynosi od 350 mm na wybrzeżu do 450 mm w górach. Dominują wiatry zachodnie i południowo-zachodnie.

## Geografia
Zabajkalski Park Narodowy znajduje się w typowym górskim obszarze tajgi. W parku znajdują się duże jednostki orograficzne: półwysep Swiatoj Nos, Góry Barguzińskie, Przesmyk Cziwyrkujski i wyspy Uszkanji. Przez terytorium parku z kierunku północno-wschodniego do południowo-zachodniego rozciągają się dwa pasma górskie: Góry Barguzińskie – stopniowo zmniejszając się od Rezerwatu Barguzińskiego do jeziora Barmaszowoje (najwyższy punkt grzbietu w granicach parku: 2376 m n.p.m.) i Góry Średnie półwyspu Swiatoj Nos (najwyższy punkt w środku 1877 m n.p.m.), stopniowo obniżając się ku północy i południu. Przesmyk Cziwyrkujski łączy półwysep Swiatoj Nos ze wschodnim brzegiem Bajkału. Wyspy Uszkanji (nazwane: Bolszoj, Tonkij, Krugłyj i Dołgij) są wierzchołkami Gór Akademickich, które dzielą bajkalską depresję na dwie niecki: północną i południową.

## Hydrografia
Południowa granica lądowa parku narodowego przebiega wzdłuż zlewni dorzecza rzeki Barguzin, która płynie poza granicami parku. Na terytorium parku płynie wiele małych rzek. Wszystkie one są zamkniętymi zbiornikami które niosą swoje wody do jeziora Bajkał. Najważniejsze z nich to: Bolszaja Czeriemszana, Małaja Czeriemszana i Bolszoj Cziwyrkuj. Największe jeziora to Arangatuj i Małyj Arangatuj – znajdują się na przesmyku Cziwyrkujskim połączonym z Zatoką Cziwyrkujską. Kolejnym co do wielkości jest jezioro Barmaszowoje, znane ze swoich wód mineralnych. Ponadto istnieją ponad dwa tuziny krasowych jezior. Na terenie parku narodowego znajdują się ujścia wód termalnych: źródła Zmieinyj, Naczajewskij i Kulinoje. Te pierwsze, leżące na brzegu zatoki Zmieinej, osiągają rekordowe temperatury sięgające +27 °C. W granicach parku narodowego znajdują się 37 hektary powierzchni wody jeziora Bajkał: 27,0 ha w Zatoce Cziwyrkujskiej i 10,0 ha w Zatoce Barguzińskiej. Obie zatoki rozdzielone są przesmykiem Cziwyrkujskim, który jest mostem utworzonym z osadów rzek Barguzin i Mały Cziwyrkuj.

## Fauna

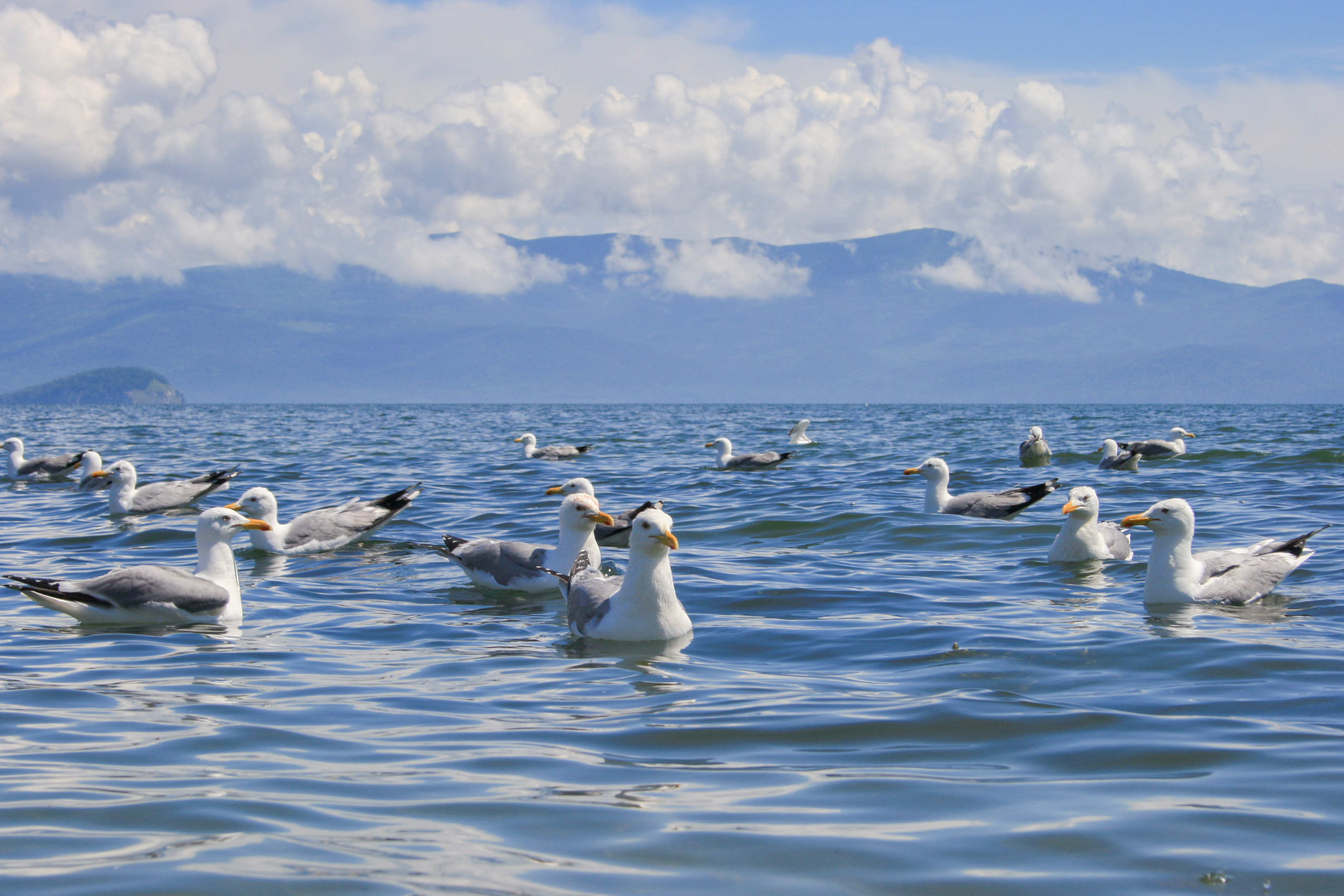
Mewy tundrowe (Larus vegae) na jeziorze Bajkał w Zatoce Cziwyrkujskiej

Wśród ichtiofauny Zatok Cziwyrkujskiej i Barguzińskiej, rzek i jezior Zabajkalskiego Parku Narodowego wymienić można następujące gatunki: omul bajkalski (Coregonus migratorius), sieja pospolita (C. lavaretus), lipień arktyczny (Thymallus arcticus), miętus pospolity (Lota lota), szczupak pospolity (Esox lucius), okoń pospolity (Perca fluviatilis), jelec pospolity (Leuciscus leuciscus, L. idus) i płoć (Rutilus rutilus). Zatoka Cziwyrkujska jest jednym z głównych miejsc jeziora, w których sieja pospolita zbiera się na tarło.
W Zabajkalskim Parku Narodowym odnotowano 291 gatunków kręgowców lądowych, w tym 44 gatunków ssaków, 241 ptaków, trzy gadów i trzy płazów. Najważniejsze z nich to: zając bielak (Lepus timidus), wiewiórka pospolita (Sciurus vulgaris), soból (Martes zibellina), gronostaj (Mustela erminea), chruściki (Trichoptera), piżmowiec syberyjski (Moschus moschiferus), jeleń szlachetny, mandżurski wapiti (Cervus canadensis xanthopygus), łoś (Alces alces) i piżmak (Ondatra zibethicus). Licznie występuje tu niedźwiedź brunatny (Ursus arctos), którego populacja tylko na półwyspie Swiatoj Nos wynosi aż 80 osobników. Wyspy Uszkanji dodatkowo zamieszkane są przez endemiczny gatunek – fokę bajkalską (Pusa sibirica), której populacja na tym obszarze szacowana jest na 2000 osobników.
Wśród 241 gatunków ptaków, 30 znajduje się w Czerwonej Księdze Buriacji. Są to m.in. szlamiec wielki (Limnodromus semipalmatus), brodziec szary (Tringa brevipes), bielik wschodni (Haliaeetus leucoryphus) i kulik syberyjski (Numenius madagascariensis). Park zaliczany jest do jednego z trzech najważniejszych miejsc gniazdowania i siedlisk nadbajkalskich ptaków wodnych. Są to przede wszystkim: perkoz rogaty (Podiceps auritus), bąk zwyczajny (Botaurus stellaris), gęgawa (Anser anser), kazarka rdzawa (Tadorna ferruginea), czuprynka (Mareca falcata, Anas falcata), kaczka pstrodzioba (Anas poecilorhyncha), trzmielojad czubaty (Pernis ptilorhynchus), kania czarna (Milvus migrans), rybołów zwyczajny (Pandion haliaetus) i bielik zwyczajny (Haliaeetus albicilla). Wśród ptaków żyjących w lasach wyróżnić zaś można następujące: głuszec zwyczajny (Tetrao urogallus), cietrzew zwyczajny (Lyrurus tetrix), jarząbek zwyczajny (Tetrastes bonasia), orzechówka zwyczajna (Nucifraga caryocatactes), muchołówka śniada (Muscicapa sibirica), krzyżodziób modrzewiowy (Loxia leucoptera) i dzięcioł czarny (Dryocopus martius). W okresie wiosennych i jesiennych przelotów można zobaczyć stada łabędzi, kaczek, czapli oraz żurawi, w tym także wyjątkowo rzadkiego żurawia białogłowego (Grus monacha).

## Flora
Lasy zajmują prawie dwie trzecie powierzchni parku. Są to w większości lasy sosnowe. Jedną trzecią powierzchni zajmuje kosodrzewina (Pinus pumila). Występuje ona głównie wzdłuż wschodniego brzegu jeziora. Sosna syberyjska (Pinus sibirica), modrzew (Larix gmelinii) i jodła syberyjska (Abies sibirica) uzupełniają resztę lasów iglastych. Jodły na ogół znajdują się na terenie bardziej wilgotnego wybrzeża oraz w północnej części półwyspu Święty Nos. Lasy liściaste zajmują znacznie mniejszy obszar (mniej niż 10% parku) i składają się głównie z brzóz (Betula ermanii, B. platyphylla) i osik (Populus tremula). Stare lasy sosny szkockiej i syberyjskiej, a także jodły i modrzewia zajmują prawie cztery procent parku.
W strukturze roślinności można wyraźnie prześledzić strefy pionowe, typowe dla gór Zabajkala. Dolny pas lasów przede wszystkim składa się z modrzewiowych lasów i z zarośli kosodrzewiny. Mieszanina sosny zwyczajnej i syberyjskiej oraz lasy modrzewiowe zajmują obszary wyżej położone. Ciemne lasy iglaste składające się z jodły, świerka i sosny syberyjskiej występują od 400–500 m oraz 1000–1200 m nad poziomem morza zmieniając się do modrzewiowych i nielicznych lasów świerkowych jeszcze wyżej. Od 1400–1500 m n.p.m., teren zdominowany jest przez ekosystemy górskie tundry, łąki alpejskie i skaliste zbocza.
Reliktowe zbiorowiska roślinności stepowej są spotykane na wyspach Uszkanji i półwyspie Swiatoj Nos. Rzadko występująca Chosenia arbutifolia rośnie tutaj na ich zachodniej części. Leśne zbiorowiska górskiej sosny i brzozy (Betula divaricata) są szczególnie wyjątkowe. W sumie istnieje około 700 gatunków roślin naczyniowych w parku, wśród których jest 19 gatunków endemicznych i 9 gatunków rzadkich w regionie Bajkału, w tym Borodinia tilingii.

## Pomniki przyrody, historii i kultury
Na terenie parku znajduje się wiele zabytków kulturowych i historycznych. Stanowiska archeologiczne w parku to m.in. obozy z epoki neolitu, grobowce z II wieku p.n.e., groby koczowników z wieków XIV – XV, ślady starożytnego systemu nawadniania i 35 osad z epoki brązu i wczesnej epoki żelaza.
Istnieje również szereg unikatowych formacji przyrodniczych w parku, z których 17 z nich zostało uznanych za pomniki przyrody zanim jeszcze utworzono park narodowy. Wśród tych pomników przyrody wyróżnić można:
- krajobrazowe (przylądek Ongokonskij, wyspa Bolszoj Bakłanij i wyspy Uszkanji),
- geologiczne (jaskinia Małoczeriemszanskaja, śpiewające piaski, wyspy Bolszoj i Małyj Kyłtygiej, wyspa Kamieszek-Biezymiannyj),
- wodne (źródła błotne Zmieinyj, Naczajewskij i Kulinoje oraz jezioro Arangatuj),
- botaniczne (gaj Czeriemszanskij).

## Turystyka
Park czynny jest dla turystów od lipca do września. Jego zwiedzanie jest możliwe dopiero po rejestracji. W przypadku podróżowania do obszarów chronionych, takich jak wyspy Uszkanji wymagane jest posiadanie specjalnego zezwolenia.
Każdego roku ponad 20.000 turystów odwiedza Zabajkalski Park Narodowy. Park oferuje odwiedzającym go: 5 pieszych szlaków turystycznych i 2 wodne. Władze parku, przy wejściu do niego, na skraju miasta Ust-Barguzin mogą zaaranżować transport do każdego z tych szlaków.